# Jožef Kalasanc Erberg
Jožef Kalasanc Erberg, kranjski botanik in literarni zgodovinar, * 27. avgust 1771, Ljubljana, † 10. julij 1843, Dol pri Ljubljani.

## Življenjepis
Študiral je na Dunaju, kjer je 1784 opravil tretji letnik gimnazije, 1788 je zaključil študij iz logike, 1789 iz matematike, leto kasneje iz filozofije, 1791 iz narodnega, 1792 iz državljanskega in nemškega državnega prava. Leta 1795 se je vrnil v Ljubljano in stopil v službo stanov kot odborniški svetnik. 
Poročil se je z grofico Jožefino Attems iz Podgore pri Gorici, s katero je imel sedem otrok. Leta 1804 je bil baron Erberg imenovan za komornika, dvorjana cesarskega dvora. Po letu 1806 je opravljal funkcijo likvidacijskega komisarja za finančne akcije v zvezi s francosko okupacijo. 
Leta 1808 je baronica Jožefina postala vzgojiteljica cesarskih otrok in se tako preselila na grad Laxenburg pri Dunaju. Oba starejša sinova sta se takrat šolala na Dunaju v Terezijanišču. Avgusta, istega leta, se je na Dunaj preselil tudi baron, ki je takrat prejel red Leopoldovega križa. Že naslednje leto je postal vzgojitelj prestolonaslednika Ferdinanda. 1814 mu je potekla vzgojiteljska služba, leto kasneje pa se je umaknil družini in javnemu življenju na Dol, kjer je ustvarjal in urejal Poskus osnutka za literarno zgodovino Kranjske.

## Pisec in njegovo delo
Delo je Erberg ocenil kot »zbirko literarnih podatkov«. Zasnoval jo je dvodelno, v prvem delu obravnava literaturo, ki je izšla na področju Kranjske, v drugem pa literaturo, ki je izšla na ostalem slovensko govorečem področju. Nastalo je 12 poglavij, ki jih je naslovil s problemskimi vprašanji, na katera je odgovoril v članku. V zadnjem delu je posebej odprl poglavje, v katerem obravnava umetnost na Slovenskem. Zaradi obsega in natančnosti obdelave podatkov, velja rokopis za zelo pomemben vir podatkov o slovenski literaturi in umetnosti do leta 1825.
Kalasancu je bil v veliko pomoč baron Žiga Zois, ki mu je z nasveti pomagal pri ustvarjanju Osnutka in mu poročal o novih pridobljenih knjižnih redkostih iz svoje knjižnice. Ker je bilo delo tako obsežno, je Erberg najel pomočnike. Prvi tak pomočnik je bil Janez Anton Suppantschitsch, ki mu je nabavljal Pohlinovo Bibliotheco Carnioliae, da je postal Erberg prvi zbiratelj kranjskih publikacij. Suppantschitscheva glavna zadolžitev je bila pregledovanje dunajskih listov, da bi pridobil čim več podatkov o piscih in delih, ki so se nanašali na Kranjsko. Tako je odkril sledi Mandelčeve tiskarne v Nedelišču, podatke o Mayrjevi tiskarni, protestantskem tisku ter o poznejših publikacijah. Med drugimi je bil njegov pomočnik Jernej Kopitar, ki je po Erbergovi zaslugi prišel do službe v dvorni knjižnici. Kopitar mu je priskrbel nekaj Mandelčevih tiskov in mu izpisoval protestantska dela.

## Zanimivost
Kako veliko je bilo prijateljstvo med Erbergom in Zoisom, dokazuje dejstvo, da je Erberg nekoč garantiral Zoisu za večje posojilo, ta pa mu je v zameno podaril svojo zbirko eksotičnih dreves in grmov, poleg ornitološke zbirke za muzej ter rokopisa Historia Annua.

## Gradivo in izvedba Osnutka
Erberg je imel za svoje delo ogromno gradiva: biografije o znanih kranjskih avtorjih, posebej o Valvazorju, Freherusov spis o Primožu Trubarju, sezname razprav od leta 1690 do 1800, upodobitve kranjskih slikarjev, bakroreze, načrte, zemljevide, sezname članov akademij in njihovih inštitutov, podatke o zgodovinskih obdobjih, ki jih je črpal iz aktov za zgodovino reformacije na Kranjskem, podatke o slovenskih protestantih, prepise protestantskih del idr.
Ker je tako obsežno gradivo zahtevalo omejitev, je skušal v osnutku za Uvod v literarno zgodovino Kranjske na podlagi urejenega gradiva iz dolskega arhiva in knjižnice izluščiti 11 problemov, vprašanj, na katera se je trudil odgovoriti, vendar ta osnutek pri končni redakciji ni obveljal. Drugi osnutek je bil dolg le štiri pole, na katerih je bil v levem stolpcu tekst, v desnem pa opombe. V jedro Osnutka, v prvo poglavje, je dal objavo virov, temu je sledilo 10 problemskih vprašanj v obliki poglavij, izhajajočih iz naštetih virov v prvem poglavju.